# هنری ترندله
هنری ترندله (انگلیسی: Henry Tröndle; ۱۵ مارس ۱۹۰۶ – ۱۸ مارس ۱۹۹۱) دوچرخه‌سوار اهل آلمان بود.